# 列宁手令
手令（The Hanging Order）是美国国会图书馆对一份列宁镇压奔撒省的富农反抗的电报的命名。这份电报发给奔撒共产党员瓦西里·古拉耶夫（奔撒苏维埃主席）、叶夫根尼娅·博施（奔撒省党委主席）和亚历山大·敏金（奔撒执行委员会主席），时间标注为1918年8月11日。

## 历史背景
1918年夏，许多俄国中心城市，包括莫斯科和彼得格勒，被内战切断了与乌克兰、北高加索和西伯利亚粮食主产区的联系。结果，上千人处在饥饿的边缘。奔撒省是向城市提供食品的关键，但政府使用了严厉的措施，如余粮收集制，以从农民手中征集粮食。中央委员会派叶夫根尼娅·博施监督征粮。
1918年8月5日奔萨库奇金诺镇爆发农民起义，反抗余粮收集制，很快传播到周边地区。当时奔撒苏维埃主席古拉耶夫反对以武力镇压并声称政治宣传的效果就足矣，博施坚持动用武力和大规模处决。1918年8月8日，红军镇压了叛乱，但是省内的局势仍然紧张，而且8月18日社会革命党员在切木巴尔镇发动起义。列宁给奔撒发送电报要求以更严厉的措施对抗富农、农民和社会革命党员。

### 1918年8月11日电报
一份标注为1918年8月11日的电报指示共产党员在奔撒公开处决至少一百名富农，公布他们的名字，没收他们的粮食，并劫取大量人质。至于是否有人真的按照这份手令执行尚不可知。1918年8月19日，列宁给奔撒发另一份电报表达不满并更改了他的指示：

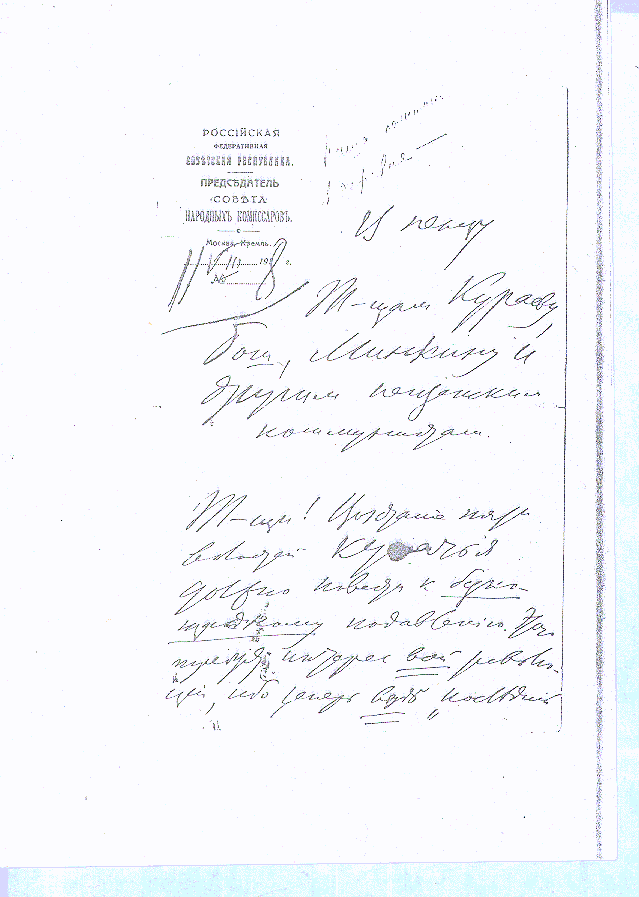
列宁手令（第1页）

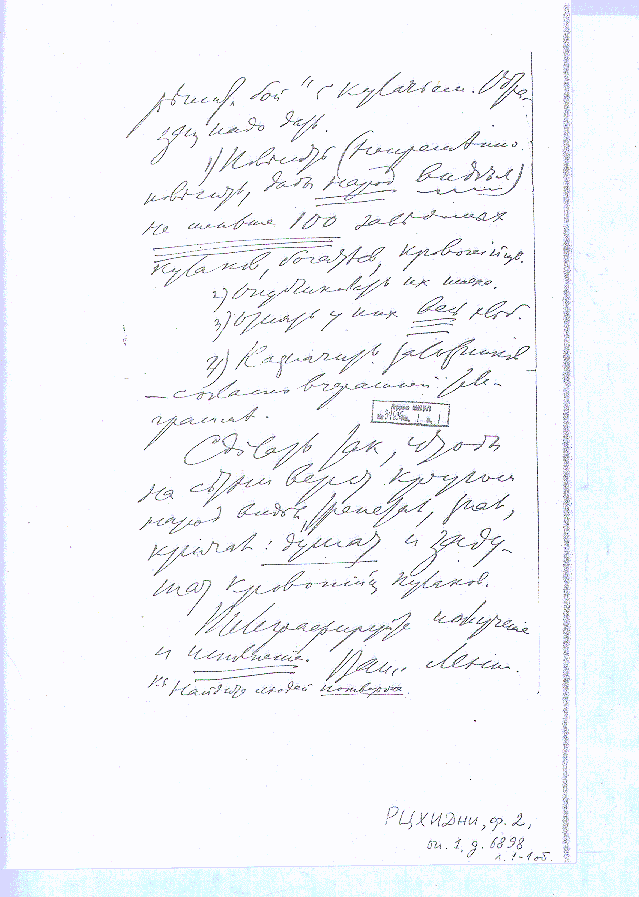
列宁手令（第2页）

列宁所谓的“手令”在基于羅伯特·瑟維斯在苏联档案中的发现的BBC纪录片《列宁的秘密文件》（Lenin's Secret Files，1997年）的争论中被谈论。译文如下：

“同志们！在你们5个区叛乱的富农必须毫不留情的镇压。整个革命的利益要求这个是因为与富农‘最后的斗争’现在随处可见。必须做出公示：
1. 绞死（并且确保绞刑在人们都能看得见的范围里执行）至少100名人们所知道的地主、富人和剥削者。
2. 公布他们的名字。
3. 没收他们全部粮食。
4. 按昨天电报的指示抓取人质。

按这样方式做，使周围数百公里的人能看到、发抖、知道。大喊“他们实施绞刑了，还要绞死吸血的富农”。
接受电报并执行。
列宁
附：找一些真正可靠的人。”

## 脚注
1. ↑  .   [2014-10-12]. （原始内容存档于2014-01-23）.
2. ↑  Loginov, Vladlen. . Ленин В.И. Неизвестные документы. 1891-1922 гг. Rospen. 1999  [21 April 2010]. （原始内容存档于2013-01-15） （俄语）.
3. 1 2  Poluboyarov, Mikhail. .   [2014-10-12]. （原始内容存档于2020-08-12） （俄语）.
4. ↑  Lenin Collected Works, Progress Publishers, 1971, Moscow, Volume 36, page 489. "Telegram to Yevgenia Bosch"
5. ↑  "An exchange of letters on the BBC documentary Lenin's Secret Files"[永久]
6. ↑  Telegram to the Penza Gubernia Executive Committee of the Soviets in J. Brooks and G. Chernyavskiy's, p.77, Lenin and the Making of the Soviet State: A Brief History with Documents (2007). Bedford/St Martin’s: Boston and New York: p.77
7. ↑  参照英文译文翻译，原译文见英文维基百科条目Lenin's Hanging Order。
Translation of 'hanging order' by Robert Service, p. 365, Lenin a Biography (2000). London: Macmillan